# Марко Ткалець
Марко Ткалець (словен. Marko Tkalec; нар. 17 березня 1977) — колишній словенський тенісист.
Найвищу одиночну позицію світового рейтингу — 243 місце досяг 1 квітня 2002, парну — 357 місце — 28 лютого 2000 року.
Завершив кар'єру 2009 року.

## Futures титули (20)
| Ранг | Дата | Турнір                     | Покриття | Суперник у фіналі       | Рахунок             |
| 1.   | 1998 | Хорватія                   | Ґрунт    | Саша Хіршзон            | 4–1 Ret.            |
| 2.   | 1999 | Вільнюс, Литва             | Трава    | Андрей Крачман          | 7–6(2), 6–2         |
| 3.   | 2000 | Марибор, Словенія          | Ґрунт    | Франк Покорни           | 6–4, 6–0            |
| 4.   | 2000 | Крань, Словенія            | Ґрунт    | Тобіас Клеменс          | 6–4, 6–2            |
| 5.   | 2001 | Халкіда, Греція            | Тверде   | Філіп Ґубенко           | 2–6, 6–1, 6–0       |
| 6.   | 2001 | Нафпліон, Греція           | Тверде   | Жоселін Робішо          | 6–1, 6–4            |
| 7.   | 2001 | Сірос, Греція              | Тверде   | Константінос Ікономідіс | 6–3, 6–7(2), 7–6(5) |
| 8.   | 2001 | Нікосія, Кіпр              | Ґрунт    | Томаш Янчі              | 7–6(3), 6–3         |
| 9.   | 2002 | Марибор, Словенія          | Ґрунт    | Реля Дулич Фішер        | 6–3, 5–7, 6–4       |
| 10.  | 2003 | Хорватія                   | Килим    | Александер Якуповіч     | 6–4, 7–6(7)         |
| 11.  | 2006 | Марибор, Словенія          | Ґрунт    | Роман Веґелі            | 6–3, 7–6(6)         |
| 12.  | 2006 | Копер (Словенія), Словенія | Ґрунт    | Мануель Джоркуера       | 4–6, 6–1, 6–2       |
| 13.  | 2006 | Австрія                    | Ґрунт    | Мартін Фішер            | 3–6, 6–3, 6–2       |
| 14.  | 2006 | Хорватія                   | Ґрунт    | Іван Церович            | 6–4, 6–4            |
| 15.  | 2007 | Австрія                    | Килим    | Якуб Гашек              | 6–3, 6–4            |
| 16.  | 2007 | Хорватія                   | Ґрунт    | Конор Ніланд            | 6–4, 7–5            |
| 17.  | 2007 | Марибор, Словенія          | Ґрунт    | Крістіан Маґґ           | 6–1, 2–6, 6–2       |
| 18.  | 2007 | Боснія і Герцеговина       | Ґрунт    | Райнер Айцінґер         | 6–4, 6–7(2), 6–3    |
| 19.  | 2008 | Марибор, Словенія          | Ґрунт    | В'єкослав Скендерович   | 6–1, 6–2            |
| 20.  | 2009 | Марибор, Словенія          | Ґрунт    | Аляж Бедене             | 5–7, 6–3, 6–4       |